# Prêmio Paracelso
O Prêmio Paracelso (em alemão:  Paracelsus-Preis) é um prêmio concedido pela Sociedade dos Químicos da Suíça a químicos de status internacional de destaque.
É concedido bianualmente, dotado com 20 000 francos suíços. É denominado em memória de Paracelso.

## Laureados[1]
Medalha Paracelso
- 1941: Robert Robinson
- 1953: Otto Hahn
- 1955: Raymond Delaby
- 1958: Friedrich Fichter
- 1959: Hans Meerwein
- 1964: Christopher Kelk Ingold
- 1967: Manfred Eigen
- 1971: John Monteath Robertson
- 1976: Emile Cherbuliez, Gerold Schwarzenbach, Vladimir Prelog

Prêmio Paracelso
- 1982: Jean-Marie Lehn
- 1984: Elias James Corey
- 1986: Jack David Dunitz
- 1988: Frank Westheimer
- 1990: Ronald Breslow
- 1992: Jack Halpern
- 1994: Frank Albert Cotton
- 1996: Jack Lewis
- 1999: Albert Eschenmoser
- 2002: Martin Quack
- 2004: George Whitesides
- 2006: Jack Baldwin
- 2008: Bernard Feringa
- 2010: Steven Ley
- 2012: Bernd Giese
- 2014: Richard Schrock
- 2016: Michael Grätzel